# إنريكو برلينغوير

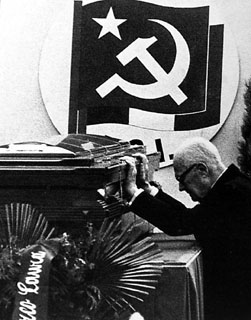
قبر إنريكو برلينغوير

إنريكو برلينغوير (بالإيطالية: Enrico Berlinguer)‏ سياسي إيطالي (25 مايو، 1922 – 11 يونيو، 1984). كان السكرتير الوطني للحزب الشيوعي الإيطالي منذ سنة 1972 حتى وفاته.

## سيرة ذاتية

### النشأة
ابن ماريو برلينغوير وماريا لوريغا، إنريكو برلينغوير ولد في ساساري، إيطاليا لعائلة نبيلة وذات أهمية كبيرة في سردينيا ربطت علاقات أسرية وسياسية من شأنها أن تؤثر تأثيرا كبيرا على حياته ومهنته المستقبلية. كنيته 'برلينغوير' أصلها كتلوني، تذكيرا بالفترة التي كانت فيها سردينيا جزءا من منطقة تاج أراغون.
كان ابن عم فرانشيسكو كوسيغا (الذي كان زعيم الحزب الديمقراطي الإيطالي ليصبح لاحقا رئيس الجمهورية الإيطالية), وكلاهما أقارب لأنطونيو سينيي، زعيم آخر للحزب الديمقراطي. جد إنريكو، كان مؤسس الجريدة السردينية الشهيرة La Nuova Sardegna كما كان صديقا لـ جوزيبي غاريبالدي وجوزيبي مازيني اللذان ساعداه في محاولاته البرلمانية لتحسين الظروف السيئة للجزيرة.
سنة 1937 كانت أول اتصالات برلينغوير مع السردينيين المضاديين لـ الفاشية، وسنة 1943 انضم رسميا للحزب الشيوعي الإيطالي، وسرعان ما أصبح سكرتيرا لفرع الحزب في ساساري، في السنة الموالية شارك في حملة الشغب الكبيرة التي دارت في المدن، حيث ألقي عليه القبض لمشاركته في عدة إضرابات،
لكن أخلي سبيله بعد 3 أشهر فقط في السجن.
مباشرة بعد إخلاء سبيله، أحضره والده إلى ساليرنو، البلدة التي لجئت إليها العائلة الملكية لـ سفويا بعد الهدنة بين إيطاليا وقوات الحلفاء. في ساليرنو قدمه والده لـ بالميرو تولياتي، أهم زعيم للحزب الشيوعي.
تولياتي أعاد بيرلينغير لـ سردينيا من جديد لبدأ حياته السياسية. ففي نهاية 1944 عينه تولياتي في الأمانة الوطنية للمنظمة الشيوعية للشباب، لكن سرعان ما تم إرساله لـ ميلانو حيث تم تعيينه في اللجنة المركزية للحزب باعتباره عضوا.
سنة 1946 أصبح تولياتي سكرتيرا وطنيا (أعلى منصب في الحزب), ودعا بيرلينغير لـ روما، حيث سمحت له مواهبه السياسية بالانضمام للقيادة الوطنية بعد سنتين فقط (كان سنه 26, وهو أصغر عضو ينضم للقيادة), سنة 1949 تم تعيين إنريكو سكرتيرا عاما للأمانة الوطنية الشيوعية للشباب، وظلّ يشغل هذا المنصب حتى 1956, بعدها بسنة تم تعيينه كرئيس لـ اتحاد الشباب الديمقراطي العالمي، وهي منظمة دولية شيوعية. في سنة 1957 بيرلينغير أصبح عضوا في المدرسة المركزية للحزب الشيوعي الإيطالي، حيث أعفي من الذهاب لـ الإتحاد السوفيتي من أجل التداريب السياسية رغم أن هذه التداريب إلزامية على كل عضو في الحزب الإيطالي الشيوعي.

### زعيم حزب
مسيرة إنريكو المهنية كان من الواضح أنها ستحمله نحو أعلى المناصب في الحزب الشيوعي. فبعد أن شغل العديد من المناصب المسؤولة، سنة 1968 انتخب للمرة الأولى كنائب في الدائرة الانتخابية بروما،
في السنة الموالية انتخب كنائب السكرتير الوطني للحزب (السكرتير كان لويجي لونغو), في منصبه هذا شارك سنة 1969 في المؤتمر الدولي للأحزاب الشيوعية الذي نضم بموسكو، حيث قال أن وفده غير متفق مع الخط السياسي الذي تنهجه باقي الأحزاب، ورفض دعم التقرير النهائي.
موقف بيرلينغير في هذا المؤتمر كان غير متوقع خصوصا وأنه أمام أقوى الزعماء الشيوعيين في العالم، حيث رفض التعامل مع الشيوعيين الصينيين، وأخبر ليونيد بريجنيف بشكل مباشر أن غزو تشيكوسلوفاكيا من طرف دول حلف وارسو (الذي وصفه بمأساة براغ) قد جعل الفروق كبيرة وواضحة داخل الحركة الشيوعية حول قضايا السيادة، والديمقراطية الاشتراكية، والحرية الثقافية.

### السكرتير الوطني للحزب
بالفعل أصبح إنريكو قياديا بارزا في الحزب، حيث انتخب لمنصب السكرتير الوطني سنة 1972 بعد استقالة لويجي لونغو لأسباب صحية.
سنة 1973, بعد أن تم نقله للمسشتفى بعد تعرضه لحادثة سيارة خلال زيارته لبلغاريا (يعتبرها الجميع محاولة لاغتياله بناء على أوامر من موسكو), بيرلينغير كتب 3 مقالات شهيرة («تأملات في إيطاليا», «بعد وقائع الشيلي» و«بعد انقلاب الشيلي») لمجلة فكرية أسوبعة للحزب اسمها Rinascita, في هذه المقالات قدم اقتراحا لتشكيل ائتلاف بين الحزب الشيوعي الإيطالي والحزب الديمقراطي، من أجل منح إيطاليا فترة من الاستقرار السياسي في وقت يتشهد فيه أزمة اقتصادية وعدة محاولات للقيام بانقلاب على الحكومة.

### العلاقات الدولية
في العام الموالي ببلغراد التقى بيرلينغير الرئيس اليوغسلافي جوزيف بروز تيتو لغرض تطوير علاقاته مع الاحزاب الشيوعية الرئيسية في أوروبا، أفريقيا وآسيا.
في سنة 1977, إبان اجتماع عقد في مدريد بين بيرلينغير وسانتياغو كاريو من الحزب الشيوعي الإسباني وجورج مارشيس من الحزب الشيوعي الفرنسي، رسمت الخطوط الأساسية للسياسة الشيوعية الأوروبية،
و بعد بضعة أشهر رحل لموسكو وألقى خطابا استقبل بفتور من جانب مضيفيه من الحزب الشيوعي الروسي.

### السياسة الداخلية
بيرلينغير تحرك خطوة بخطوة من أجل توافق الآراء حول مشروعه الذي يتجه نحو التقارب بين مكونات المجتمع الإيطالي، فبعد أن أعلن رغبته في الائتلاف بين الحزبين الشيوعي والديمقراطي، أعلن مراسلته للمونستير لويجي باتيزي، قس الكنيسة الإيفرية، حيث اعتبر الجميع أن هذا الحدث مدهش بسبب سوء العلاقات بين الشيوعيين والكاثوليك منذ طرد البابا بيوس الثاني عاشر لمناصري الشيوعية فترة وجيزة بعد الحرب العالمية الثانية.
و قد عمل بعدها بيرلينغير على حماية الإرهابيين اليساريين في أقسى سنوات الإرهاب بإيطاليا، ومن أجل هذا المشروع فتح أبوابه لـ الكاثوليك، وفتح الباب من أجل إجراء تصويت حول إعادة العلاقات لمجاريها بين الطرفين، هذا التصويت أجري في يونيو 1976 ووافق على مشروعه نسبة 34.4 ٪ فقط من المصوتين.
جهود إنريكو تهاوت بعد أن خطف في 16 مارس 1978 ألدو مورو رئيس الحزب الديمقراطي المسيحي، من طرف الألوية الحمراء وهي جماعة إرهابية يسارية متطرفة، مما جعل بيرلينغير يطالب بتشكيل حكومة جديدة بشكل طارئ لحل هذه المعضلة.
خلال هذه الأزمة، انضم إنريكو لمنضمة تدعى ’’ جبهة الحزم ’’ ترفض التفاوض مع الإرهابيين الذين يطالبون بفك سراح بعض زملائهم من السجن لإخلاء سبيل ألدو مورو، ورغم هذا المشروع والوقوف بحزم أمام الإرهاب، حادث مورو جعل الحزب الشيوعي أكثر عزلة عن ذي قبل.
في يونيو من نفس السنة تم الموافقة على مشروع إنريكو القاضي بتوطيد العلاقة بين الشيوعيين والكاثوليك، مما أدى إلى حملة كبيرة على الرئيس الإيطالي آنذاك جيوفاني ليوني، واتهم بالتورط في فضيحة رشوة لوكهيد، مما أدى إلى استقالته من الرئاسة، ولأجل هذا دعم بيرلينغير الاشتراكي المخضرم ساندرو بارتيني لكنه لم ينجح في الانتخابات، وفشلت خطط إنريكو.
بعد أن تم انتخاب رئيس جديد، وإقالة الحكومة السابقة، توقع أعضاء الحزب الشيوعي الإيطالي أن يستخدموا نفود برتيني لصالحهم، لكن الرئيس الإيطالي الجديد أثر عليه من طرف القيادات السياسية الأخرى، كـجيوفاني سبادوليني من الحزي الجمهوري الإيطالي، وبتينو كراكسي من الحزب الاشتراكي الإيطالي، ليظل الحزب الشيوعي خارج نطاق الحكومة.

### القطيعة مع الاتحاد السوفيتي
سنة 1980 أدان الحزب الشيوعي الإيطالي بقيادة إنريكو بيرلينغير الغزو السوفيتي على أفغانستان، فأرسلت موسكو جورج مارشيس لروما من أجل النقاش مع بيرلينغير حول أسباب إدانته للغزو، لكن استقباله لمارشيس ببرودة كبيرة أجج غضب السوفييت بأحزابه الشيوعية، وأصبح موقفهم واضحا حين قاطعو المؤتمر الدولي للاحزاب الشيوعية الذي عقد في باريس سنة 1980. مباشرة بعد ذلك قام بيرلينغير بزيارة رسمية لـ الصين. بعدها في نوفمبر أعلن بيرلينغير أنه تخلى عن فكرة الحل الوسط التاريخي وسيستبدلها بفكرة البديل الديمقراطي.
على المستوى الداخلي بيرلينغير أعلن في آخر بيان سياسي له دعوته إلى التضامن بين الأحزاب اليسارية.
و في يونيو 1984 أعلن فجأة تركه للساحة السياسية خلال جلسة علنية ألقاها في بادوفا مبررا ذلك بإصابته بنزيف في الدماغ، وتوفي بعد ذلك بـ 3 أيام فقط، حيث شارك أكثر من مليون مواطن في جنازته التي تعتبر واحدة من أكبر الجنازات في تاريخ إيطاليا.

## روابط خارجية
- إنريكو برلينغوير على موقع الموسوعة البريطانية (الإنجليزية)
- إنريكو برلينغوير على موقع مونزينجر (الألمانية)
- إنريكو برلينغوير على موقع ديسكوغز (الإنجليزية)